# Internationales Jahr des Dialoges der Kulturen

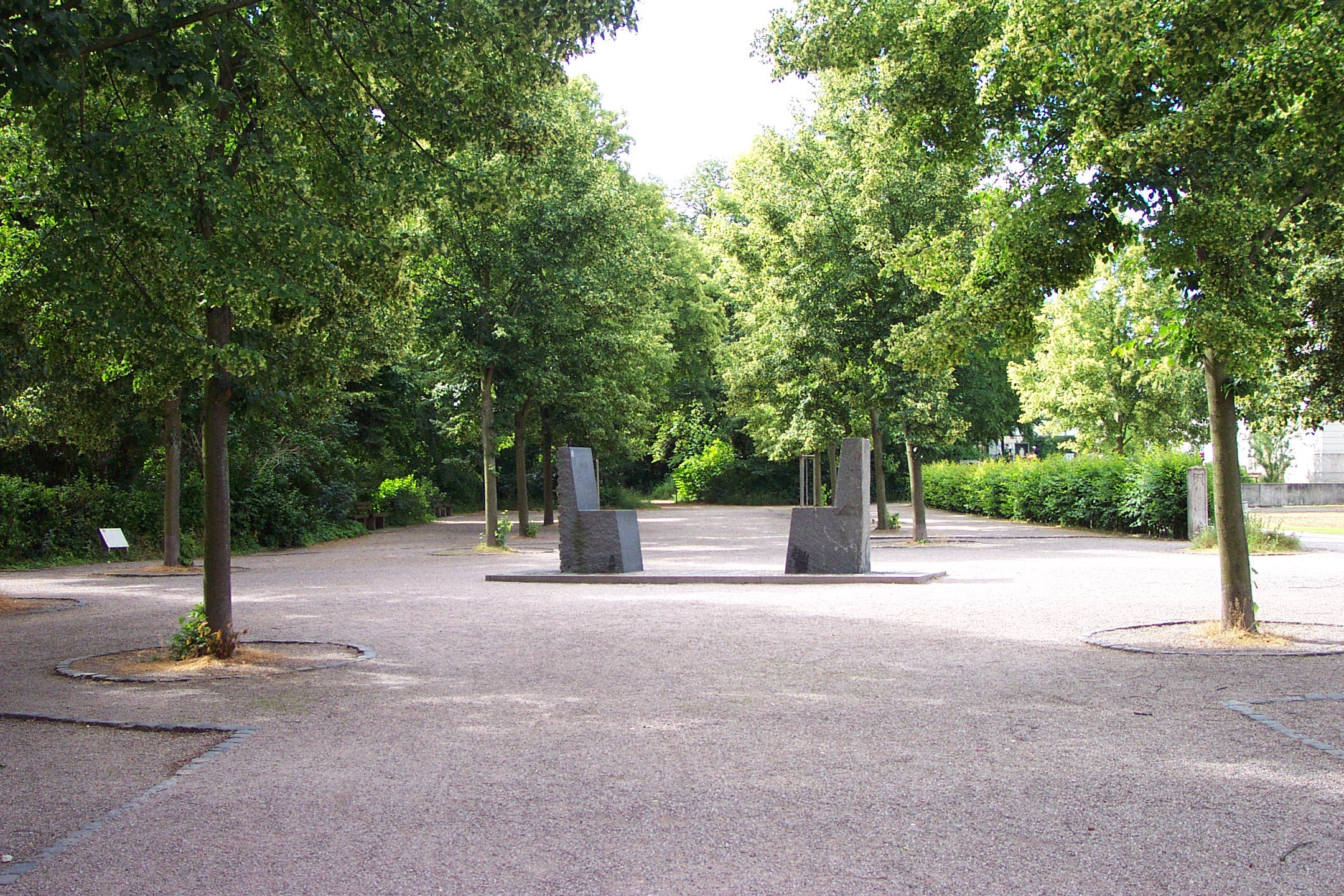
Goethe-Hafis-Denkmal Weimar

Am 4. November 1998 proklamierte die Generalversammlung der Vereinten Nationen (UNO) für 2001 ein Internationales Jahr des Dialoges der Kulturen auszurufen.
"Der Dialog zwischen den Kulturen war auch Gegenstand eines Runden Tisches am Sitz der Vereinten Nationen im September 2000, der auf Initiative des
Präsidenten der Islamischen Republik Iran, Mohammed Chatami, und unter Leitung des Generaldirektors der UNESCO, Kōichirō Matsuura, stattfand." Chatami war es, der den Antrag eingebracht hatte und den 57 Staaten unterstützten. Im Rahmen dessen und unter der Schirmherrschaft der Vereinten Nationen wurde in Weimar das Goethe-Hafis-Denkmal 2000 errichtet und im Beisein des iranischen Staatspräsidenten eingeweiht. Mohammad Chātami warb bei seinem Besuch in Weimar am 12. Juli 2000 für einen Dialog zwischen Orient und Okzident und „vor allen Dingen die Suche nach mitfühlendem und vertrauensvollem Kontakt“.
Der damalige Präsident des Deutschen Bundestages Wolfgang Thierse sprach "aus der Sicht eines Parlamentariers" von einem "besonders verpflichtenden Jahr. Zum XXXIV. Weltfriedenstag machte Papst Johannes Paul II. diesen zum Thema einer 2001 stattgefundenen Rede. Die deutsche UNESCO-Kommission zog eine positive Bilanz des Internationalen Jahres des Dialoges der Kulturen 2001.